# Кім Вілловбі
Кім Вілловбі  (англ. Kim Willoughby; нар. 7 листопада 1980) — американська волейболістка, олімпійська медалістка.

## Виступи на Олімпіадах
| Олімпіада  | Дисципліна | Місце |
| ---------- | ---------- | ----- |
| Пекін 2008 | волейбол   | 2     |